# 長島瑞穂
長島 瑞穂（ながしま みずほ、1984年11月25日 - ）は、日本のフリーアナウンサー。元秋田テレビのアナウンサーである。圭三プロダクション所属。

## 人物
- 千葉県柏市生まれ。
- 江戸川学園取手高等学校（高等学校23期生）、立教大学卒。

中学・高校時代は弓道を6年続け、立教大学時代はチアリーダー部に所属していた。いずれも特技としている。
- 2007年、秋田テレビ入社（同期に高橋朋弘、後藤美咲）。
- 2014年3月、秋田テレビを退社。その後圭三プロダクション所属となりフリーに転向。

## 担当番組
●は、担当中。
- NACK5 NEWS（NACK5）●（土曜日の番組「HITS! THE TOWN」は毎週担当）
- ひるおび!（TBS、2018年8月   - 、ひるおび!リポーター）●

### 秋田テレビ時代の担当番組
- JAみどりの広場（2007年4月 - 2014年3月）
- FNS27時間テレビ（2008年・2012年・2013年、秋田中継担当）
- めざましテレビ（2011年 - 、秋田中継担当）
- AKTスーパーニュース（2012年10月 - 2014年3月、フィールドキャスター）

## 出演

### ドラマ
- 全領域異常解決室 第4話・第5話（2024年10月30日・11月6日、フジテレビ） - アナウンサー 役[1]